# Facultad de Arquitectura y Urbanismo de la Universidad Nacional de La Plata
La Facultad de Arquitectura y Urbanismo de la Universidad Nacional de La Plata (FAU UNLP) es una institución de educación universitaria estatal y pública en arquitectura y urbanismo, fundada en 1963 en La Plata, Argentina.

## Historia
A partir de 1952, se creó el Departamento de Arquitectura dentro de la Facultad de Ingeniería de la UNLP. En el año 1956, luego del golpe militar, se hizo cargo del Departamento el arquitecto Hilario Zalba, proveniente de la famosa Universidad de Tucumán impulsada por Eduardo Sacriste y punta de lanza de la arquitectura moderna en Argentina. En el año 1958, se gradúa la primera camada de arquitectos platenses egresados de la UNLP. 
El 23 de noviembre de 1959 es aprobada la creación de la Facultad de Arquitectura y Urbanismo de la Universidad Nacional de La Plata por mandato de la Honorable Asamblea Universitaria. Al fracasar algunas gestiones previas, se decidió construir un nuevo edificio en los terrenos transferidos en los fondos de la calle 47. En el terreno ya existía un “chalet”, destinado a la Administración y otra construcción más precaria. Se llamó a una licitación pública de proyecto y precio, obteniendo la adjudicación el estudio de los arquitectos Rossi, Davinovic y Gaido, junto a la empresa “Eurobra”, dedicada al montaje de grandes estructuras en madera laminada “Glulams”. El proyecto contempló dos pabellones destinados a talleres y aulas integrados a través de un patio y un sistema de galerías livianas, relacionaba lo nuevo y lo existente. La adjudicación se resolvió el 27 de noviembre de 1961, lo que sumado a dificultades presupuestarias, prorrogó la construcción por casi tres años.
Recién en el año 1963 se logra por resolución del Consejo Superior de la UNLP que se crease la Facultad de Arquitectura y Urbanismo sobre la base de los elementos, planes y estructuras del ex Departamento homónimo. El 5 de diciembre de 1963, en un acto académico, el entonces Presidente de la Universidad Dr. José Peco inaugura las instalaciones de la nueva casa de estudios. En 1965, el llamado a Concurso de Profesores Titulares permitió conformar el Honorable Consejo Académico, quien eligió como primer Decano al Arq. Alfredo Kleinert. 
En la actualidad tiene más de 7700 alumnos. Posee una planta de más de 1000 docentes entre profesores titulares, profesores adjuntos y ayudantes de cátedra diplomados a los que se suman 500 no docentes.
En marzo de 2013, fue inaugurado un nuevo pabellón de aulas con tres pisos, que amplió la capacidad del edificio original.

## Publicaciones
La facultad mediante su área editorial publica periódicamente dos revistas. Una, llamada 47 AF, dedicada a la enseñanza de la arquitectura y el quehacer disciplinar (denominada originalmente 47 al fondo), y otra del área de investigación indexada y referada llamada Estudios del Hábitat. Además se publican la revista "Doble vía" del área de extensión y "Documentos de 47 al fondo" dedicado a obras de arquitectos.

## Biblioteca
La biblioteca de la Facultad de Arquitectura y Urbanismo es una biblioteca universitaria de gestión pública y especializada en arquitectura, urbanismo y construcción. Sus servicios y recursos de información satisfacen las demandas de las carreras de grado y  posgrado, así como las actividades de extensión e investigación que se realizan en la unidad académica. Su acervo documental presenta una variedad de formatos, abarcando tanto soportes analógicos como digitales, y está compuesto por libros, revistas, folletos, tesis de posgrado, proyectos finales de carrera, trabajos de síntesis final, obras de referencia general y especializada. Posee una colección con documentos de valor histórico, así como la producción de la unidad académica generada en el marco de las actividades de enseñanza, extensión e investigación.
Los servicios que brinda a su comunidad de usuarios son diversos y se ofrecen de manera presencial y virtual: préstamo de material, consultas in situ, búsquedas bibliográficas, referencia virtual, préstamo interbibliotecario y obtención de documentos. También cuenta con estantería abierta en dos puntos de acceso: en la planta baja, sector de préstamo a domicilio; y planta primer piso, Sala de Lectura y Hemeroteca.
Los servicios que brinda al usuario y la gestión de sus procesos y tareas los realiza utilizando MERAN, un software de gestión de bibliotecas desarrollado por la UNLP.

## La investigación en la FAU
Uno de los mayores anhelos de la comunidad académica de FAU, luego de que en 1983 regrese la democracia a la Argentina y paulatinamente se vaya normalizando la Universidad, era poder contar con un Instituto de Investigación. Así durante la gestión del decano Jorge Lombardi se crea por Resolución N.º232 de noviembre de 1986 el Instituto de Estudios del Hábitat y se conforman las primeras cuatro Unidades de Investigación (UI). Se elige como director al Arq. Elías Rosenfeld y como Secretaria Técnica a la Arq. Mercedes del Mármol. Luego de 23 años se genera un reordenamiento del área de investigación y lleva a que en 2009 surjan una nueva estructura de investigación, a partir de la libre reorganización de las antiguas Unidades de Investigación y de sus investigadores. Se crean dos Institutos, dos Centros y cuatro Laboratorios .

### Institutos
- Instituto de Investigaciones en Historia, Teoría y Praxis de la Arquitectura y la Ciudad (HITEPAC). 
  - Director: Arq. Fernando Gandolfi. Sub-director: Dr. Arq. Fernando Aliata.
- Instituto de Investigaciones y Políticas del Ambiente Construido (IIPAC). 
  - Director: Dr. Arq. Gustavo San Juan. Sub-director: Mgr. Jorge Karol.

### Centros
- Centro de Investigaciones Urbanas y Territoriales (CIUyT). 
  - Director: Arq. Isabel López.
- Centro Interdisciplinario de Estudios Complejos. 
  - Director: Lic. Luis Adriani.

### Laboratorios
- Laboratorio de Arquitectura y Hábitat Sustentable (LAyHS). 
  - Director: Dr. Ing-Arq. Jorge Daniel Czajkowski
- Laboratorio de Tecnología y Gestión Habitacional. 
  - Director: Arq. Gustavo Cremaschi.
- Laboratorio de Investigación Proyectual. 
  - Director: Arq. Pablo Szelagowski
- Laboratorio de Investigación en Teoría y Práctica Arquitectónica. 
  - Director: Arq. Emilio Tomás Sessa.

## Decanos
| Año         | Decanos                                                                          |
| ----------- | -------------------------------------------------------------------------------- |
| 1956 - 1958 | Hilario Zalba (Departamento dependiente de la Facultad de Ingeniería)            |
| 1958 - 1960 | Ing. Honorio Añón Suárez (Departamento dependiente de la Facultad de Ingeniería) |
| 1960 - 1961 | Adolfo Chamorro (Departamento dependiente de la Facultad de Ingeniería)          |
| 1961 - 1965 | Alfredo Kleinert (Departamento dependiente de la Facultad de Ingeniería)         |
| 1965        | Alfredo Kleinert (Primer Decano)                                                 |
| 1966        | Jorge S. Chute                                                                   |
| 1976        | Mayor. Nicolás Luis Paris (Decano Interventor)                                   |
| 1983 - 1986 | Jorge Lombardi (Decano Normalizador)                                             |
| 1986 - 1989 | Jorge Lombardi                                                                   |
| 1989 - 1995 | Tomas García                                                                     |
| 1995 - 2001 | Alberto Sbarra                                                                   |
| 2001 - 2004 | Gustavo Adolfo Azpiazu                                                           |
| 2006 - 2010 | Néstor Bono                                                                      |
| 2010 - 2014 | Gustavo Adolfo Azpiazu                                                           |
| 2014 - 2018 | Fernando Gandolfi                                                                |
| 2018 - 2022 | Fernando Gandolfi                                                                |
| 2022 -      | Gustavo Páez                                                                     |